# Трихомониаз
Трихомониа́з — инвазионное заболевание мочеполовой системы человека, вызываемое простейшим одноклеточным паразитом влагалищной трихомонадой.
Является распространённой инфекцией, передаваемой половым путём. Инфицирование происходит, в основном, при вагинальном, оральном или анальном сексе, а также при прикосновениях к гениталиям. На 2015 год количество заражённых по миру составляет 122 миллиона человек — менее 2 % земного населения.

## Диагностика
Для диагностики необходимо использовать культуральный метод (бак-посев на трихомонады) и только спустя несколько дней (3—5) можно анализировать результаты; желательно делать несколько посевов в разных клиниках.

## Симптомы заболевания у женщин
- обильные пенистые или жидкие выделения желтоватого, зеленоватого оттенка с неприятным «рыбным» запахом;
- зуд, жжение и гиперемия наружных половых органов;
- боль при мочеиспускании;
- боль при половых контактах.
- слизистая оболочка влагалища резко гиперемирована, легко кровоточит, покрыта гнойными выделениями

## Симптомы заболевания у мужчин
У мужчин возникают следующие симптомы:
- выделения из мочеиспускательного канала;
- боль при мочеиспускании;
- при поражении предстательной железы — симптомы простатита;
- в редких случаях возможно выделение крови из мочеиспускательного канала.

## Осложнения трихомониаза
У женщин трихомониаз может вызвать воспаление вульвы и промежности с отёком половых губ. Изредка бывают осложнения, включая бартолинит, скинеит и цистит. У мужчин наиболее частыми осложнениями трихомониаза являются простатит и бесплодие.

## Диагностика трихомониаза

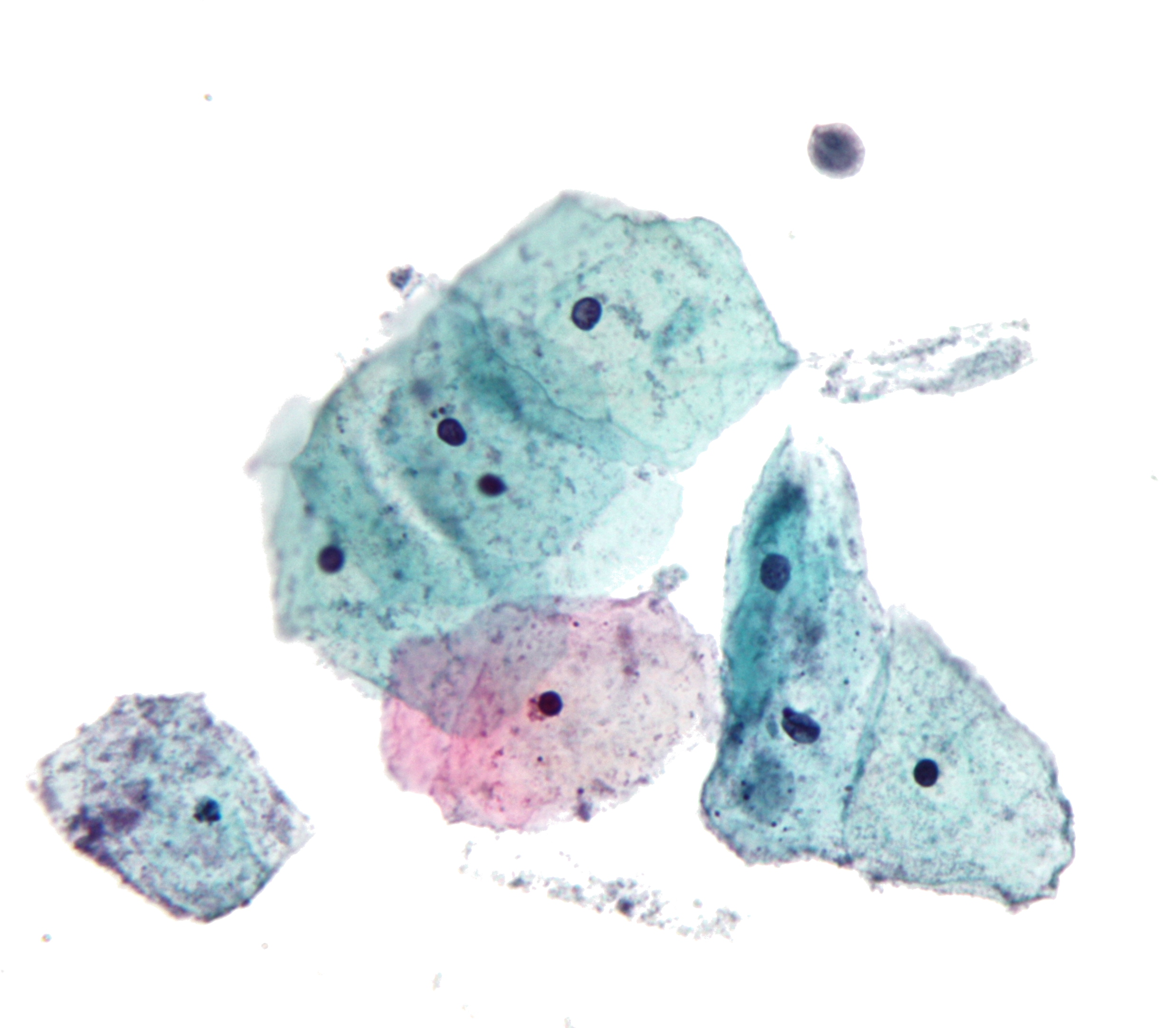
Микрофотография положительного теста на трихомониаз. Трихомонада — небольшой тёмный организм справа вверху.

Верификация диагноза урогенитального трихомониаза базируется на результатах лабораторных исследований — обнаружения T. vaginalis с помощью следующих методов:
- Микроскопического исследования свежего неокрашенного препарата (световое, фазовоконтрастное и темнопольное). Особенностью данного метода является немедленное исследование после получения клинического материала. Наибольшая чувствительность и специфичность микроскопического исследования нативного препарата достигается при выраженных формах заболевания.
- микроскопического исследования препарата, окрашенного 1 % раствором метиленового синего, по Граму и по Романовскому — Гимзе. Является наиболее доступным методом исследования, однако чувствительность его не превышает 40—60 % в связи с субъективной оценкой результатов.
- Молекулярно-биологические методы исследования — ПЦР и NASBA (англ. NASBA). Характеризуется максимальными показателями диагностической чувствительности, специфичности и достоверности в целом.
- Культурального исследования (показано при мало- и бессимптомных формах заболевания)[4].

При отсутствии симптомов, в подавляющем большинстве случаев диагноз поставлен неверно и пациент полностью здоров.
Трихомониаз часто очень трудно поддается диагностике. Не вылечив трихомониаз, в большинстве случаев невозможно вылечить другие сопутствующие венерические болезни или болезни, которые передаются половым путем, поскольку трихомониады захватывают в себя возбудителей других болезней, препятствуя, таким образом, воздействия на них лекарств.

## Лечение трихомониаза
Лечение трихомониаза должно быть комплексным и индивидуальным. Очень важно довести лечение до конца, ибо недолеченный трихомониаз может приобрести хроническую форму и проявить себя через несколько лет.
Лечение трихомониаза сводится к назначению противотрихомонадных препаратов для приёма внутрь (метронидазол, тинидазол, секнидазол). Местное лечение (влагалищные таблетки и свечи) неэффективно.
В ряде случаев назначают лечение, дополняющее противотрихомонадные препараты (иммунотерапия, общеукрепляющие препараты, массаж предстательной железы, инстилляции уретры, физиотерапия и т. д.).
В венерологии основным методом для обнаружения трихомониаза является взятие мазка на посев. В гинекологии и урологии для диагностирования трихомониаза в основном используется ПЦР. При этом большинство мужчин предпочитают обращаться к венерологам, и наоборот, большинство женщин предпочитают лечиться у гинекологов.

## Трихомониаз и беременность
Беременным женщинам необходимо неоднократно убедиться в правильности поставленного диагноза, сдать анализы в нескольких клиниках. Предполагается, что метронидазол можно принимать после I триместра беременности, однако безопасность этого препарата не подтверждена. Препарат опасен для ребёнка и решение о его приеме должно приниматься только в самых тяжёлых случаях врачебной комиссией. Ни в коем случае не принимать лекарства при отсутствии симптомов заболевания.
Трихомониаз не относится к тем заболеваниям, которые оказывают фатальное влияние на плод, не вызывает пороки развития у плода. Однако, трихомониаз при беременности — состояние весьма нежелательное. Агрессивная среда, которая формируется во влагалище беременной женщины, больной трихомониазом, может «расплавлять» нижний полюс плодного пузыря и приводить к излитию околоплодных вод, а в итоге — к выкидышу или преждевременным родам. Сами трихомонады не проникают к плоду через плаценту, но могут служить «транспортом», в котором хламидии, гонококки и прочие инфекционные агенты быстро продвигаются в полость матки. Это связано со способностью трихомонады поглощать микроорганизмы, не убивая их. Внутри трихомонады микробы защищены от антибиотиков, их невозможно выявить при диагностике. Часто после лечения трихомониаза вдруг выявляются давно пролеченные или никогда ранее не выявляемые у данной женщины инфекции. Кроме того, возможно инфицирование ребёнка при прохождении родовых путей, пораженных трихомонадами.